# Западна хемисфера
Западна хемисфера је географски појам за половину Земље која лежи западно од почетног меридијана (Гринича) и источно од Стоосамдесетог меридијана.
Насупрот овој хемисфери налази се источна хемисфера.